# Combinivalvula chengjiangensis
Combinivalvula chengjiangensis Hou, 1987 è un artropode estinto, di incerta classificazione sistematica. Visse nel Cambriano inferiore (circa 520 milioni di anni fa) e i suoi resti fossili sono stati ritrovati a Chengjiang, in Cina.

## Descrizione
Questo animale possedeva un carapace lungo circa 1,5 centimetri, compatto e fortemente grinzoso. Ciò significa che, nell'animale in vita, il carapace era probabilmente sottile e non mineralizzato. Il carapace era di forma allungata e rigonfio. Sembra che fosse più ampio e profondo nella parte anteriore; un solco mediano delimitava i due lati del carapace, ma solo posteriormente (una caratteristica che aiuta a identificare i fossili di questa specie, anche quando sono fortemente distorti). Ciò implica inoltre che il carapace non era in grado di aprirsi e chiudersi. Le parti molli dell'animale sono poco note; due grandi macchie nei fossili, presenti anteriormente, indicano la presenza di grandi occhi. Vi erano poi almeno tre tergiti lunghe e strette che si estendevano posteriormente al carapace.

## Classificazione
Descritto per la prima volta nel 1987, Combinivalvula chengjiangensis è un artropode poco conosciuto, dalle parentele non chiare. Secondo alcuni studi (Hou et al., 1999) questo animale potrebbe essere affine a Waptia, un altro artropode arcaico ritrovato in Cina e in Nordamerica, a causa principalmente del carapace rigonfio da cui sporge parte del tronco. Le proporzioni del carapace, tuttavia, indicano che le parentele con Waptia potrebbero non essere così strette.